# NGC 4870
NGC 4870 (również PGC 44569) – galaktyka spiralna (S), znajdująca się w gwiazdozbiorze Psów Gończych. Odkrył ją Lawrence Parsons 1 kwietnia 1878 roku. Jest to galaktyka z aktywnym jądrem typu LINER.